# San Mariano, Isabela
San Mariano là một đô thị hạng 1 ở tỉnh Isabela, Philippines. Theo điều tra dân số năm 2007, đô thị này có dân số 44.718 người trong 7.796 hộ.

## Các đơn vị hành chính
San Mariano được chia ra 36 barangay.
| - Alibadabad - Binatug - Bitabian - Buyasan - Cadsalan - Casala - Cataguing - Daragutan East - Daragutan West - Del Pilar - Dibuluan - Dicamay | - Dipusu - Disulap - Disusuan - Gangalan - Ibujan - Libertad - Macayucayu - Mallabo - Marannao - Minanga - Old San Mariano - Palutan | - Panninan - Zone I - Zone II - Zone III - San Jose - San Pablo - San Pedro - Santa Filomina - Tappa - Ueg - Zamora - Balagan |